# Abraham Zbąski (zm. 1578)
Abraham Zbąski herbu Nałęcz (zm. w 1578 roku) – poseł województw poznańskiego i kaliskiego na sejm konwokacyjny 1574 roku.
Studiował na uniwersytetach: w Wittenberdze w 1544 roku, Królewcu w 1547 roku, Bazylei w 1551 roku, Lipsku w 1554 roku.
4 września 1574 roku w imieniu Izby Poselskiej przemawiał w Senacie, wzywając do ogłoszenia bezkrólewia.
Był wyznawcą kalwinizmu.